# トーマス・インセル
トーマス・ローランド・インセル（Thomas Roland Insel、1951年10月19日 - ）は、アメリカの神経科学者ならびに精神科医であり、2002年以降アメリカ国立精神衛生研究所(NIMH)を率いてきた。2015年までである。NIMH所長になるのに先立って、彼はジョージア州アトランタにあるエモリー大学の行動神経科学センターの所長を務めた。 彼は、親による世話と愛着のような、複雑な社会的行動に関与する2つのペプチドホルモン、オキシトシンとバソプレッシンについての研究で最もよく知られている。

## 青年時代
オハイオ州デイトンで生誕したインセルは4人の息子の一番年下であった。彼の父親、H.ハーバート・インセルは眼科医であり、1960年にオハイオからメリーランド州シルバースプリングに家族を転居させた。そこで早熟なインセルは、ちょうど13歳を過ぎるとイーグル・スカウトのバッジを得て、14歳で高校を後にしてボストン大学複合前医学課程に入学し大学の課程をはじめ、そこで彼は15歳のときには英文学に取り組んだ。17歳までには前医学学位のための大部分を修了し、まだ徴兵年齢以下でありインセルは世界を探検しはじめた。彼はヒッチハイクでカナダを横断し西部を通り抜け、18歳の誕生日の直後にデボラ・シルバーと結婚し、それから彼女と共に世界中へ旅に出て、香港のTBクリニックと、インドのビハールのミッション病院で働くために滞在した。
1970年から1974年にかけて、インセルは熱帯医学で働くためにアジアに戻る計画でボストン大学医学校に通った。計画は著名な二人のボストンの神経科学者に接することで変わった：MITのウォール・ナウタ（en:Walle Nauta）とハーバード大学医学大学院のノーマン・ゲシュビンド。医学校の後に、彼はカリフォルニア大学サンフランシスコ校（1976-1979年）で、ユング派精神分析およびアーウィン・フェインバーグと共にはじめて研究に触れるのを含めた精神医学の訓練を受けた。

## 研究経歴
臨床研修の後、インセルはデニス・マーフィーと共に仕事をする臨床研究員としてNIMHに参加した。1980年には、彼は、当時は大部分が精神分析で治療されていた強迫性障害（OCD）を持つ成人の生物学上の、初のアメリカの研究プロジェクトに着手した。スウェーデンからの初期の報告を受けて、インセルは試験的なセロトニン再取り込み阻害剤（SSRI）抗うつ薬のクロミプラミンがOCDの治療に有効であることを最初に科学的に実証した。この観察結果は、OCDの神経薬理学的な研究を開始したのみならず、それはSSRI類の抗うつ薬開発の重要性を示唆し、1990年代にはうつ病とOCDの両方を治療するための中心となった。
臨床研究へのこの進出の後に、インセルは感情の神経科学の研究のために診療所から研究室へ移った。脳の進化と行動のNIMH研究所の開始は、メリーランド州プールズビルでポール・マクリーンによって始められ、彼のグループは齧歯類の仔での超音波の発声から、プレーリーハタネズミ（英語: prairie vole ）における社会的愛着、マーモセットにおける父親による世話までの、動物における社会的行動の調査についていくつかの古典的な研究を開拓した。主要な焦点は、授乳と出産を支えることが知られるオキシトシンだったが、ラットにおいて脳受容体に対する作用による母親の世話の開始にとって重要であることが示された。オキシトシンと関連するホルモンのバソプレッシンもまた、成年プレーリーハタネズミのつがいの形成(en:Pair bond)にとって重要になることが見出された。インセルの研究所は、一雄一雌のハタネズミと非一雄一雌のハタネズミ（それはつがいを形成しなかった）は、さまざまな脳の回路でオキシトシンとバソプレッシンに対しての脳受容体を持っており、哺乳類における一夫一婦制の進化のための仕組みを示唆していることを見出した。
1994年に、インセルは猿と類人猿についての研究のための、国内最古かつ国際的に最も大きいセンターのひとつであるヤーキス霊長類研究センターを運営するエモリー大学に採用された。ヤーキスでの彼の在任期間は、エイズワクチンの開発を明確に重視する神経生物学と伝染病への焦点によって特徴づけられた。これはまた多数の動物の権利の抗議がヤーキスに反対する時代で、
インセルと彼の家族は、人間以外の霊長類を用いた侵略的な研究に反対した抗議者に標的にされた。
1999年、インセルは、新しい4000万ドルの国立科学財団科学技術センターの、行動神経科学センター（Center for Behavioral Neuroscience）を指揮するためにヤーキスから脱退した。この新しい計画は、神経科学研究に参加しているアフリカ系アメリカ人の学部生の数を増加することが明確な目標の、アトランタの7つの大学と学部生の取り組みに対して、クロス制度の訓練と研究を進展させるために行動神経科学を用いた。この期間はまた、エモリーで実施された社会的神経科学の研究のための実り多い段階だった。ラリー・ヤング、ヅォシン・ワン、ジム・ウィンスローと数人の傑出した大学院生は、オキシトシンとバソプレッシンについての分子生物学、解剖学、行動の特性に着目し、複雑な社会的行動の中のこれらの神経ペプチドシステムの役割に関しての重要な証拠をもたらした。エモリーでの彼の最後の年、インセルは、社会的行動の障害のための治療の潜在性としてのオキシトシンとバソプレッシンの調査が目的の、NIHが資金提供した新しい自閉症施設をはじめ、自閉症の研究へとチームを導いた。

## NIMH所長
2002年以来、9代目のNIMHの所長になるためのインセルの復帰は意外で、20年近く前に彼がOCDの研究を終えて以来、学術的な精神医学や心理学にはほとんど関係がなかった。NIMHで彼はすぐに、統合失調症、双極性疾患、そして大うつ病性障害のような深刻な精神疾患、脳の回路の障害のようなこれらの疾患の課題を明確にすることに集中した。ゲノミクス革命を基に、彼はDNAの大きなレポジトリを作成し、初の大規模な遺伝子型決定とリスク遺伝子を識別するシークエンシングの試みの多くに出資した。彼はNIMHが焦点を当てる主要な領域としての自閉症を確立し、そして自閉症の研究のためのNIHの出資を大きく増加させることに導いた。彼の指導のもと、自閉症は発達上の脳障害として、大部分が発達過程に発現する精神疾患の原型となった。また彼の在任中に、NIMHは、世界保健機関と慢性疾患のための国際同盟（the Global Alliance for Chronic Disease）と共に密接にはたらく、国際的な精神保健のリーダーとなった。2015年までである。

## 受賞歴
インセルは、全米科学アカデミーのアメリカ医学研究所に籍を置いている。
- A.E.ベネット賞（1986年）
- カート・リヒター賞（1991年）
- アメリカ公衆衛生局から優秀サービス賞（1993年）
- アルデン・スペンサー賞（2004年）
- サチャー賞（2007年）
- ボストン大学から優秀卒業生賞（2009年）
- イプセン賞（2010年）

## 刊行
加えて、インセルによる200を超える刊行された科学論文や章、本、以下が含まれる：
- Numan, MM and Insel, T.R.: The Neurobiology of Maternal Behavior (Springer Verlag, 2011 in press)
- Pedersen C.A., Caldwell, J.D., Jirikowski, G., and Insel, T.R.(eds.): Oxytocin in Maternal, Sexual and Social Behaviors (New York Academy of Sciences Press, 1992)
- Zohar, J., Rasmussen, S., and Insel, T. R. (eds.): The Psychobiology of Obsessive-Compulsive Disorder (Springer-Verlag, 1991)
- Insel, T.R. (ed.): New Findings in Obsessive-Compulsive Disorder (American Psychiatric Press, Inc., 1984)